# Vandenboschia oshimensis
Vandenboschia oshimensis är en hinnbräkenväxtart som först beskrevs av Christ, och fick sitt nu gällande namn av Ebihara. Vandenboschia oshimensis ingår i släktet Vandenboschia och familjen Hymenophyllaceae. Inga underarter finns listade.